# Gueorgui Ilivitski
Gueorgui ou  Georgy Ilivitski est un joueur d'échecs soviétique né le 30 avril 1921 à Akmolinsk au Kazakhstan et mort le 28 novembre 1989 à Sverdlovsk. Deux fois champion de la République de Russie (après départage, en 1948 et 1949),  Ilivitski termina troisième du championnat d'échecs d'URSS 1955 qui était aussi un tournoi zonal et se qualifia pour le tournoi interzonal de Göteborg où il marqua plus de la moitié des points (il finit 10e avec 10,5 / 20).
Grâce à ce résultat, il obtint le titre de maître international en 1955. Ilivitski était ingénieur de métier.

## Palmarès

### Champion de Russie
Ilivitski participa à de nombreux championnats de la république de Russie. Lors de sa première participation, en 1946, il finit 5e-6e, puis en 1947, quatrième (8/13). En 1948, il marqua 10 / 15 (+5 =10) et termina premier ex æquo avec Nikolaï Aratovski qu'il battit lors du départage 9 à 3 (+7 −1 =4). En 1949, il finit à nouveau premier ex æquo du championnat, avec Piotr Doubinine contre lequel il remporta le match de départage 6 à 2 (+5 −1 =2). En 1950, il fut 5e-6e, puis troisième en 1951, 5e-7e en 1952, 10e en 1953, 15e en 1954, 12e-13e en 1956. Lors de sa dernière participation, en 1963, il termina deuxième.

### Championnats d'URSS
Ilivitski se qualifia à quatre reprises pour la finale du championnat d'URSS. En 1948, il finit 10e-11e avec la moitié des points (9 / 18). En 1952, il marqua 8,5 points sur 19. En 1954, il finit 14e avec 8 points sur 19.
Lors du championnat d'URSS de 1955, où les meilleurs joueurs soviétiques étaient présents, il termina 3e-6e, ex æquo avec Mikhaïl Botvinnik, Boris Spassky et Tigran Petrossian, devant Paul Keres et Mark Taïmanov. Il réussit à battre Smyslov (2e du championnat), Keres, Fourman et Simaguine.

### Succès dans les tournois
En 1945, Ilivitski remporta le tournoi de première catégorie de Sverdlovsk avec 13 points sur 15. En 1947, il remporta le tournoi de Novossibirsk (quart de finale du championnat d'URSS) et finit deuxième de sa demi-finale du championnat d'URSS (derrière Fourman) à Sverdlovsk. La même année, il obtint le titre de maître soviétique.
En 1948, lors du championnat des républiques à Léningrad, il remporta le tournoi des deuxièmes échiquiers  devant Taïmanov et Flohr. En 1949, il gagna le tournoi de maîtres de Tbilissi (8 / 12) devant Tigran Petrossian (6 / 12). En 1950, il finit troisième du tournoi jubilé d'Ouzbekhistan à Tachkent remporté par Petrossian et Oufimtsev et remporta à nouveau le tournoi de Tbislissi. En 1951, il finit deuxième de son quart de finale du championnat d'URSS, puis troisième de sa demi-finale en 1952 à Riga. En 1953, il remporta sa demi-finale du championnat d'URSS à Léningrad et le tournoi des premiers échiquiers du championnat de la RSFSR par équipe à Gorki, En 1954, il finit troisième de sa demi-finale du championnat d'URSS à Erevan.
Ilivitski participa au tournoi interzonal de 1955 à Göteborg et finit dixième (après départage) avec 10,5 points sur 20. Il réussit à battre Efim Geller et Wolfgang Unzicker.
En 1956, il disputa le mémorial Sigurdsson à Reykjavik et finit deuxième ex æquo avec Mark Taïmanov, derrière Friðrik Ólafsson.
En 1957, il remporta le championnat du club Avangard à Léningrad (10,5 / 13) et finit troisième du championnat de Lituanie remporté par Kholmov devant Mikenas.

### Victoires en matchs
Outre ses victoires en départage du championnat de Russie (contre Aratovski et Doubinine), Ilivitski battit Isaac Boleslavski en 1944, 3 à 2 (+2 −1 =2), Anatoli Oufimtsev en 1946, 5,5 à 2,5 (+4 −1 =3), Souétine en 1950, 5,5 à 2,5 (+4 −1 =3) et Pachman en 1956, 3,5 à 2,5 (+1 =5) lors du match de départage pour la dixième place du tournoi interzonal.